# Sân bay Gran Canaria
Sân bay Gran Canaria (IATA: LPA, ICAO: GCLP), (tên không chính thức Sân bay Las Palmas, và tên cũ là Sân bay Gando), trong tiếng Tây Ban Nha Aeropuerto de Gran Canaria, là một sân bay tọa lạc ở đảo Gran Canaria, Tây Ban Nha. Trong năm 2008, sân bay này đã phục vụ 10.212.106 lượt khách, là sân bay bận rộn nhất ở quần đảo Canary, là sân bay bận rộn thứ 5 Tây Ban Nha. Đây là sân bay duy nhất trên đảo có hai đường băng.
Sân bay này có cự ly 18 km so với thành phố Las Palmas de Gran Canaria, và 25 km (15 mi) so với các khu vực du lịch ở phía nam. Đây là một địa điểm hạ cánh thay thế cho Tàu con thoi.
Đây là trung tâm hoạt động của hãng Binter Canarias Airlines.
Sân bay được khai trương ngày 7 tháng 4 năm 1930 sau khi vua Alfonso XIII ký một chiếu chỉ chuyển căn cứ quân sự thành sân bay dân dụng.

## Các hãng hàng không và tuyến bay
Sân bay có hai nhà gia, một dành cho các tuyến bay lục địa và Liên minh châu Âu (Terminal A), còn nhà ga kia dành cho các tuyến bay không phải EU và các tuyến bay liên đảo (Terminal B-C).

### Terminal A
- Aer Lingus (Dublin)

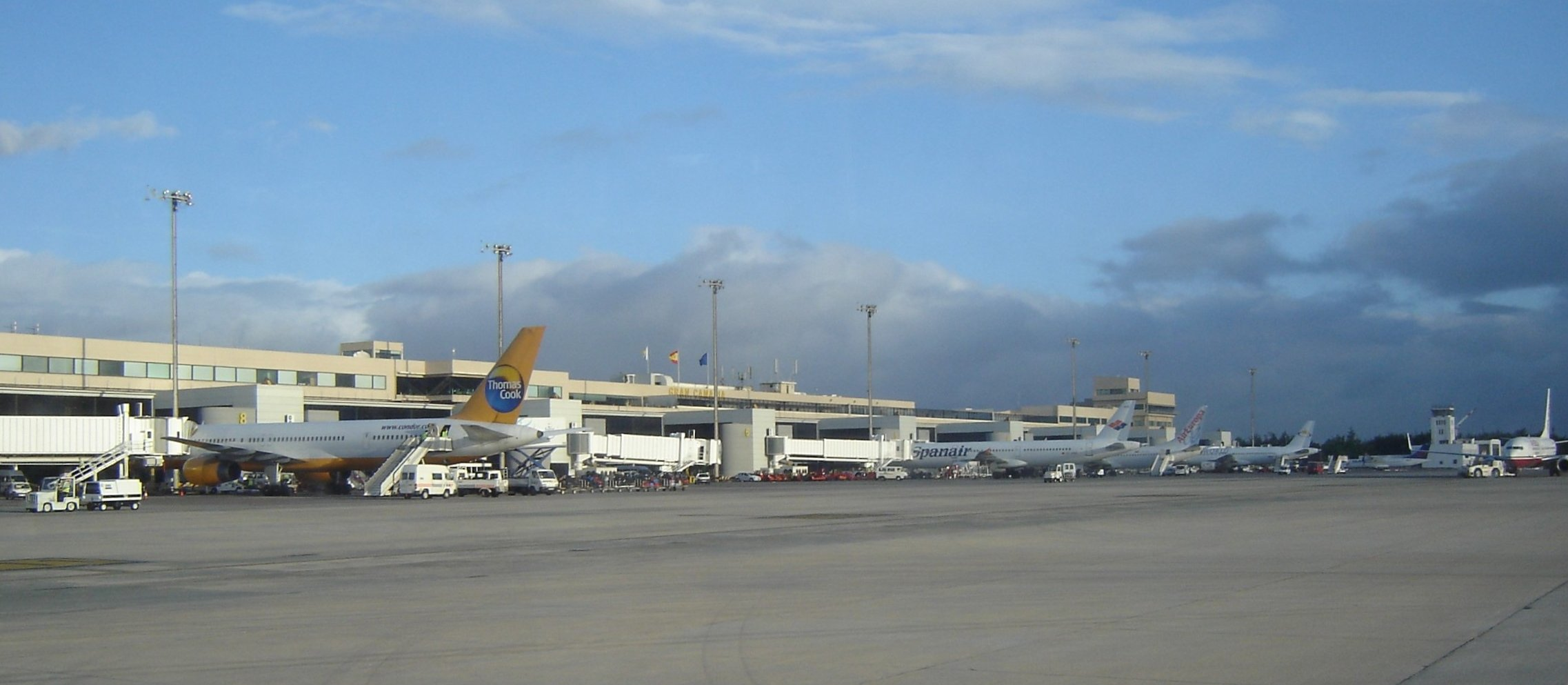
Sân bay quốc tế Gran Canaria

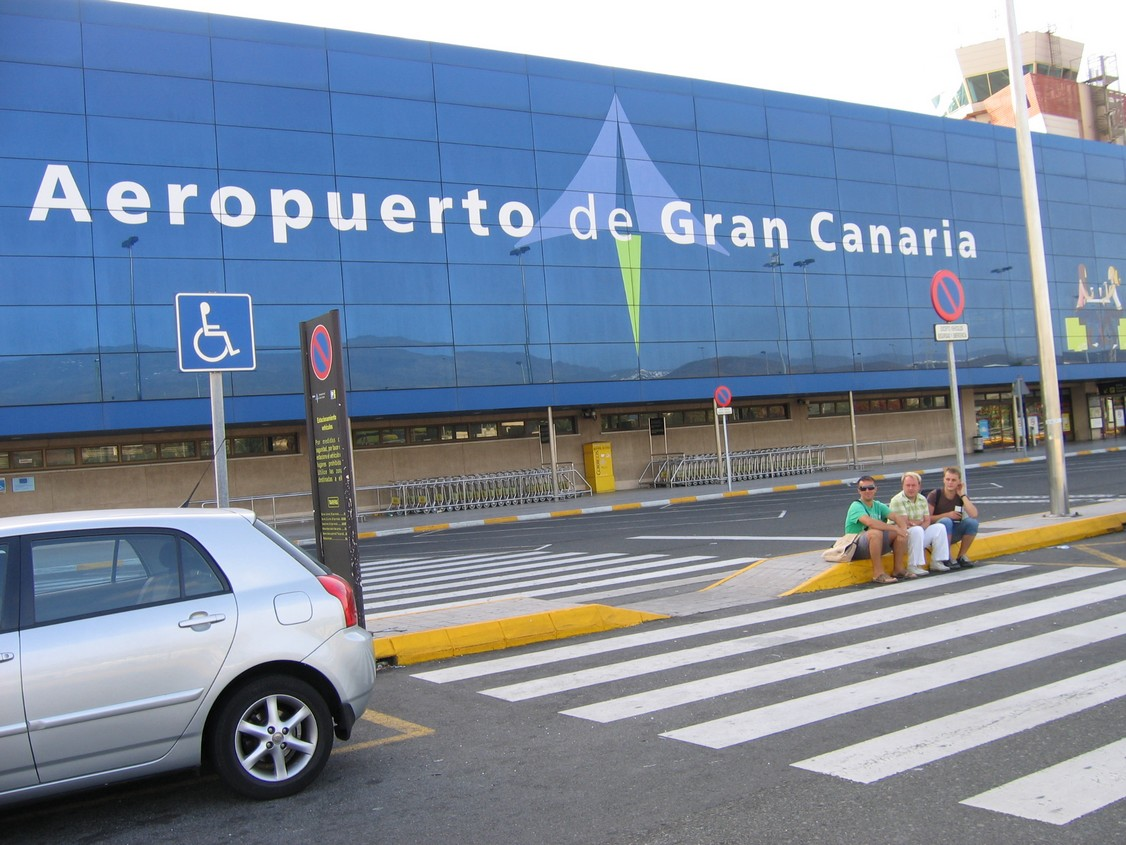
Sân bay Gran Canaria

- Air Europa (Barcelona, Bilbao, Lanzarote, Madrid, Santiago de Compostela, Seville, Tenerife-South)
- Air Italy (Milan-Malpensa)
- Arkefly (Amsterdam)
- Austrian Airlines (Graz, Linz, Salzburg, Vienna)
- Blue Panorama Airlines (Milan-Malpensa)
- Condor Airlines (Berlin-Schönefeld, Cologne/Bonn, Düsseldorf, Frankfurt, Friedrichshafen, Hamburg, Hanover, Leipzig/Halle, Munich, Stuttgart)
- EasyJet (Geneva, London-Gatwick)
- EuroAtlantic Airways (Lisbon)
- Finnair (Helsinki)
- Flyglobespan (Edinburgh, Glasgow-International)
- Germanwings (Cologne/Bonn) [bắt đầu từ 31/10]
- Iberia Airlines (Dakar, Madrid)
  - cung ứng bởi Air Nostrum (Alicante, Ciudad Real, Málaga, Santander, Santiago, Valencia)
- Islas Airways (Fuerteventura, Lanzarote, Tenerife-North)
- Jetairfly (Brussels, Charleroi, Liege, Ostend)
- Neos (Milan-Malpensa [bắt đầu từ 1/6])
- Norwegian Air Shuttle (Bergen [bắt đầu từ 31/10], Oslo-Gardermoen, Stockholm-Arlanda)
- Mauritania Airways (Nouadhibu, Nouakchott)
- SATA Air Açores (Funchal)
- Scandinavian Airlines (Oslo-Gardermoen)
- Smart Wings (Brno, Prague)
- Swiss International Air Lines (Zürich)
- TACV Cabo Verde Airlines (Praia)
- Thomas Cook Airlines (Belfast-International, Birmingham, Bristol, East Midlands, Exeter, Glasgow-International, Leeds/Bradford, London-Gatwick, Manchester, Newcastle)
- Thomas Cook Airlines Scandinavia (Billund, Copenhagen, Gothenburg-Landvetter, Helsinki, Oslo-Gardermoen, Malmö, Stockholm-Arlanda)
- Thomson Airways (Belfast, Birmingham, Bournemouth [bắt đầu từ4 November], Bristol, Cardiff, Doncaster/Sheffield, East Midlands, Glasgow-International, London-Gatwick, London-Luton, London-Stansted [bắt đầu từ 2/11], Manchester, Newcastle)
- Transavia.com (Amsterdam, Eindhoven)
- TUIfly (Basel/Mulhouse, Berlin-Tegel, Bremen, Cologne/Bonn, Düsseldorf, Frankfurt, Hamburg, Hanover, Karlsruhe/Baden-Baden [bắt đầu từ1 November], Memmingen, Munich, Nuremberg, Paderborn/Lippstadt, Stuttgart, Zweibrücken)
- TUIfly Nordic (Oslo-Gardermoen)
- Vueling (Madrid, Malaga, Seville)

### Terminal B/C

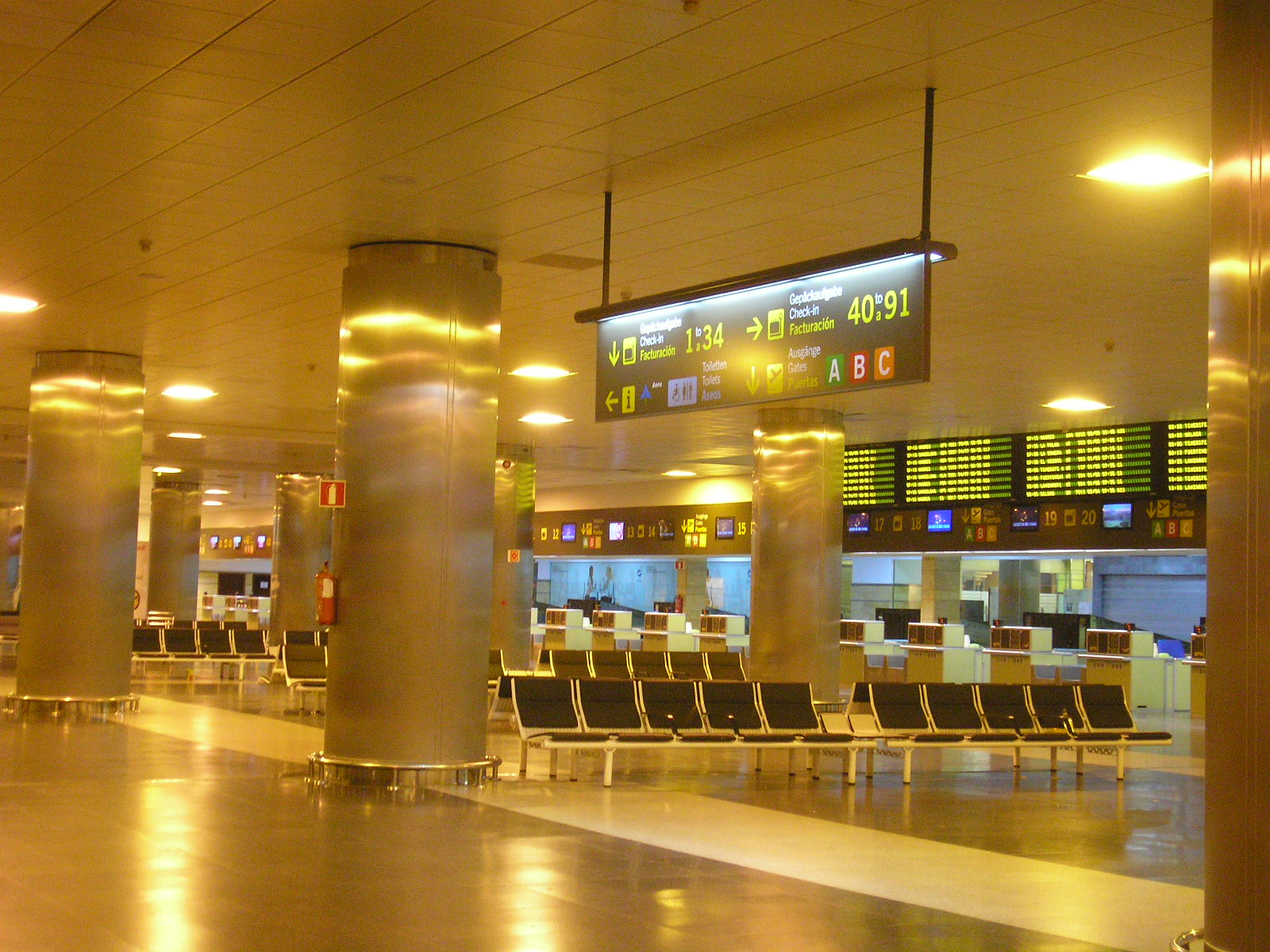
Sân bay Gran Canaria, Terminal C

- Binter Canarias (El Aaiún, El Hierro, Fuerteventura, Funchal, La Gomera, Lanzarote, La Palma, Layounne, Marrakech, Tenerife-North, Tenerife-South)
- Edelweiss (Tenerife-South, Zürich) [theo mùa]
- Cabo Verde Airlines (Praia)